# 黑色大黃蜂無人機

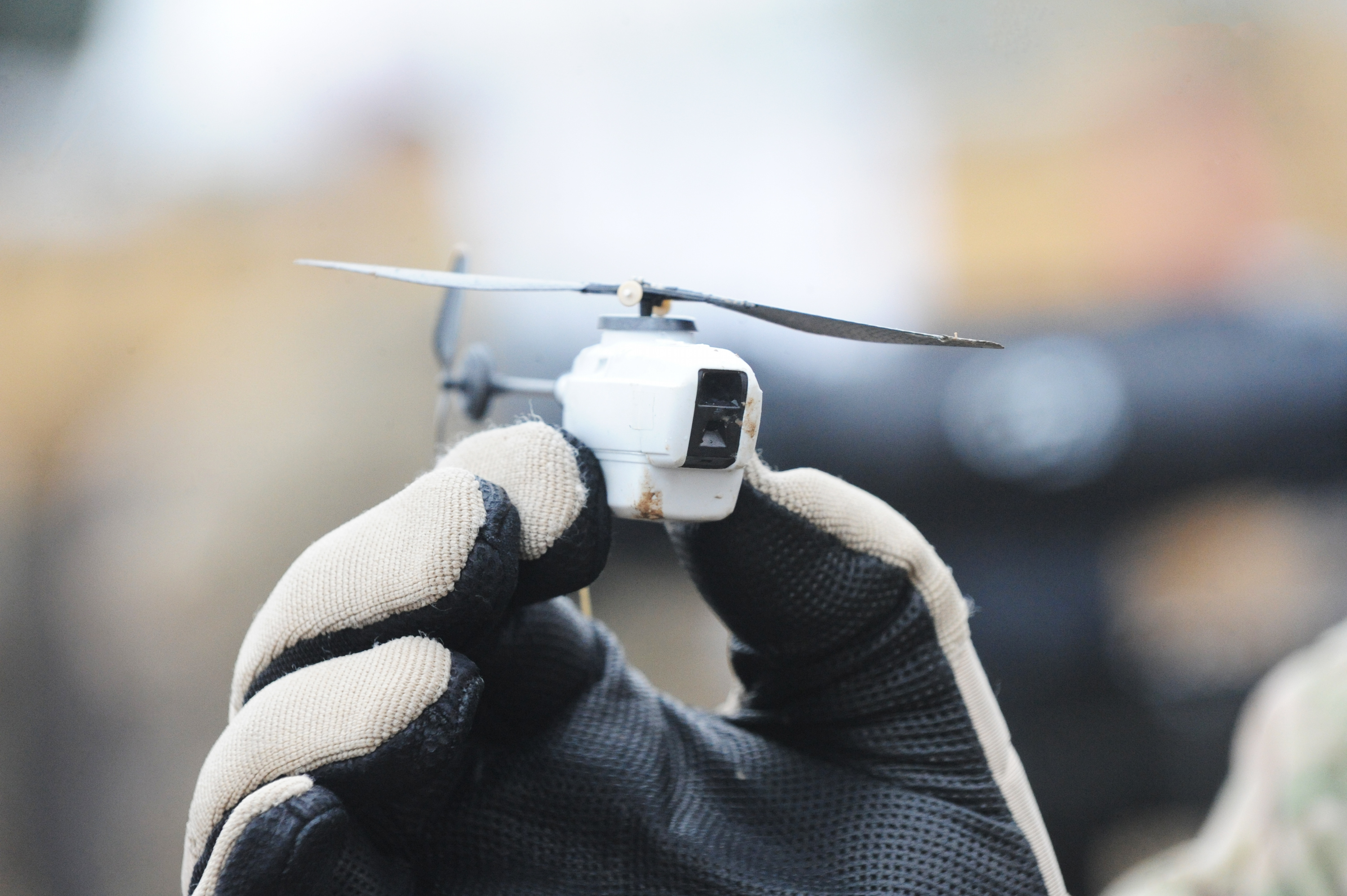
黑色大黃蜂納米直升機無人機（UAV）。

黑色大黃蜂納米 （英語：Black Hornet Nano），是一款軍用微型無人航空載具（UAV）。它由挪威的Prox Dynamics公司研發製造，美國、法國、英國、德國、澳大利亞、挪威，荷蘭和印度等國的軍隊正在使用中 。
該裝置的尺寸約為10 × 2.5 厘米（4 × 1 英寸），能提供周圍部隊的「本地状态意识」（local situational awareness）。它小到可以單手抓著，而重量只有半盎司（16公克，包括電池） 。
這部無人機配備了攝影機，可為操作員提供全动态影像和靜止圖像，它是與「馬爾堡通信有限公司」（Marlborough Communications Ltd）所簽訂的價值2000萬英鎊開發合同的一部分。
操作員只需經過20分鐘內的訓練課程，就可學會操作黑色大黃蜂。它有三個攝影鏡頭：一個向前看，一個向下看，一個向下指向45度。一組黑色大黃蜂套件包含兩架直升機，20至25分鐘內可充至90%的電力，這與其可悬停時間相同。當一架沒電時，另一架可以替換上陣飛行 。它的最高時速是11 mph（18 km/h）。
2014年10月，Prox Dynamics推出了具有夜視功能的「PD-100」版黑色大黃蜂，它配備了長波紅外線和日間影像傳感器（day video sensors），可以在1 mi（1.6 km）的範圍內，通過資料鏈路传输壓縮的串流媒体影像，或高分辨率的靜止圖像。到2014年為止，已經交付了超過3,000多架黑色大黃蜂。

## 操作歷史

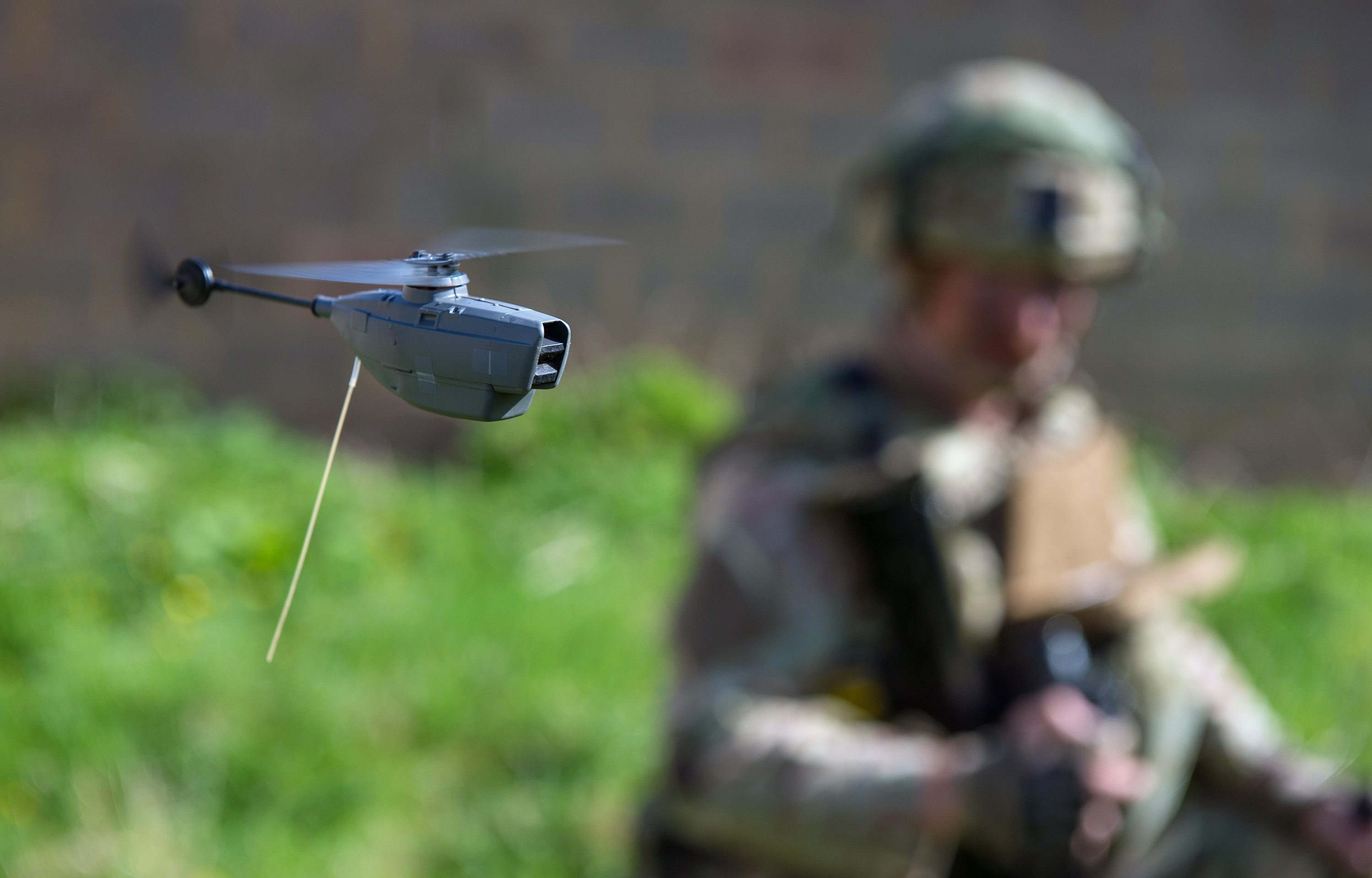
飛行中露出天線的黑色大黃蜂

黑色大黃蜂，曾被在英國駐阿富汗「堡壘營」（Camp Bastion，後稱舒拉巴克營）的偵察部隊士兵們使用過 。赫里克行動時，黑色大黃蜂曾撥給在阿富汗的士兵，將其由前線飛到敵方領土，在取得視頻與靜止圖像後返回。黑色大黃蜂在阿富汗的服役，持續到2016至2017年間，後隨著部隊撤回。
它的設計與阿富汗泥濘的灰色牆壁融為一體，並且能使用安靜的電動馬達飛行20分鐘，它被用來環視角落或牆壁和其他障礙物，與檢視任何隱藏的危險和敵人的位置。黑色大黃蜂通過数据链路和GPS與操作者連線，圖像會顯示在一個小型手持終端機上，操作者使用此終端機控制UAV。黑色大黃蜂平時是先存放在一個小盒子，盒子小到可以收納在軍用腰帶間，使用時再手動發射UAV出去。這盒子也負責存儲數據，優點是可預防無人機被捕獲後數據外洩，因為無人機本身不存儲任何數據。操作者可以手動控制UAV，或是預先設定航點，再讓它自主飛行。
截至2013年10月25日，英國陸軍有324架黑色大黃蜂在役。
2014年7月，美國陸軍納提克士兵研究、開發和工程中心（NSRDEC），在調查了所有可獲得的商用小型無人機之後，選擇了PD-100型黑色大黃蜂，做為其「口袋式情報，監視和偵察」（Cargo Pocket Intelligence, Surveillance, and Reconnaissance，CP-ISR）項目的一部分。其結論是，將黑色大黃蜂交給美國陸軍前，它還需要進一步改進。包括重新配置数据链路，強化夜視與導航能力。2015年3月初，美軍在一次行動裡測試了黑色大黃蜂；2015年6月，Prox Dynamics公司為美國特種作戰部隊提供了升級版的PD-100，以進行測試。2015年間，黑色大黃蜂也曾配置給了美國海軍陸戰隊的特種作戰小組做測試 。雖然陸軍尋求透過「士兵可攜式傳感器」（Soldier Borne Sensors ，SBS）項目的資金，來為個別小隊訂製一組迷你無人機使用；但是若想將單獨手工製作的黑色大黃蜂版本，在陸軍中進行大規模部署，實行上有困難。因為每架無人機的造價高達190,000美元，太過昂貴。

## 使用者
截至2016年9月，PD-100黑色大黃蜂被19個北約國家的軍隊使用。
- : 澳大利亞陸軍[19]
- 德国: 德國聯邦國防軍陸軍[20]
- 荷蘭: 荷蘭皇家陸軍[21]
- 挪威: 挪威國防軍[22]
- 英国: 英國陸軍[9]，2016年間在赫里克行動（英语：Operation Herrick）後退役[23]；但在2019年4月，英国陆军总司令部確定其實驗中的新型打擊旅，於無人偵察機的部分有著缺口，所以在該年的防衛裝備支援（英语：Defence Equipment and Support）項目裡，又將黑色大黃蜂重新購入[24]。
- 美国: 美国海军陆战队[6]
- 法國: 法國特種作戰司令部（英语：Special Operations Command (France)）[25]
- 西班牙: 西班牙军队[1]
- 印度: 印度國家安全警衛隊（英语：National Security Guard）[1]